# 寶船 (日本)

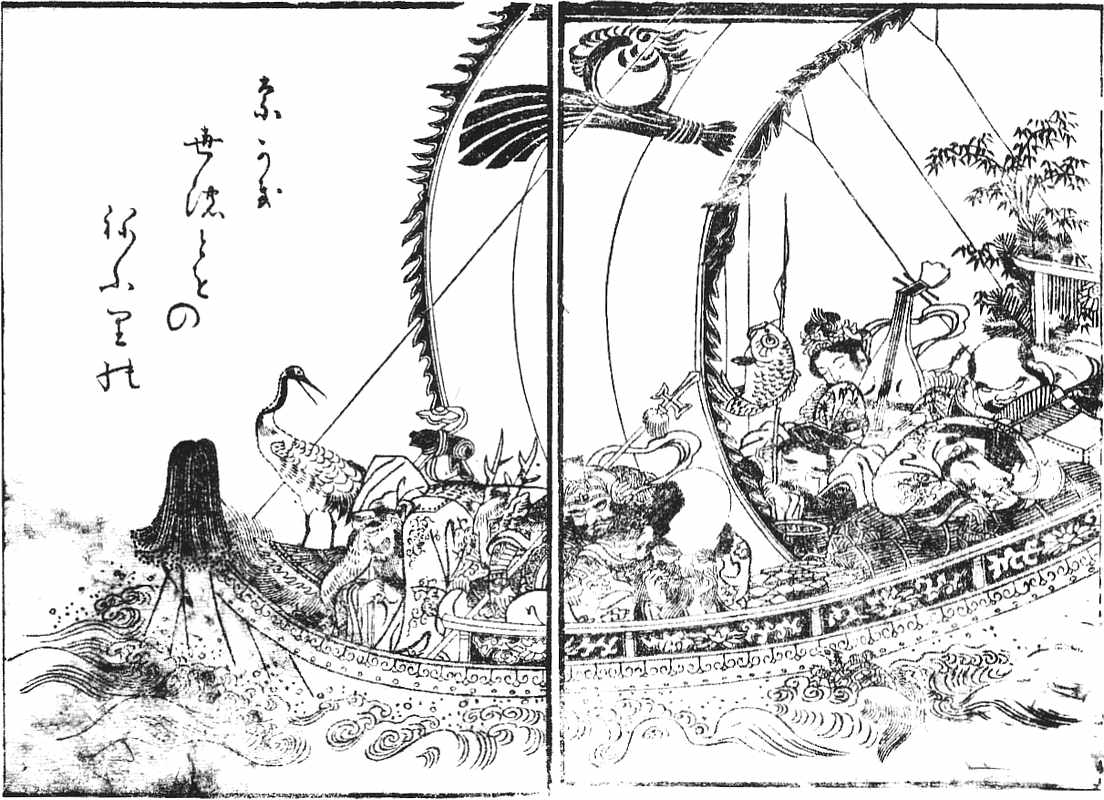
鳥山石燕『百器徒然袋』「寶船」

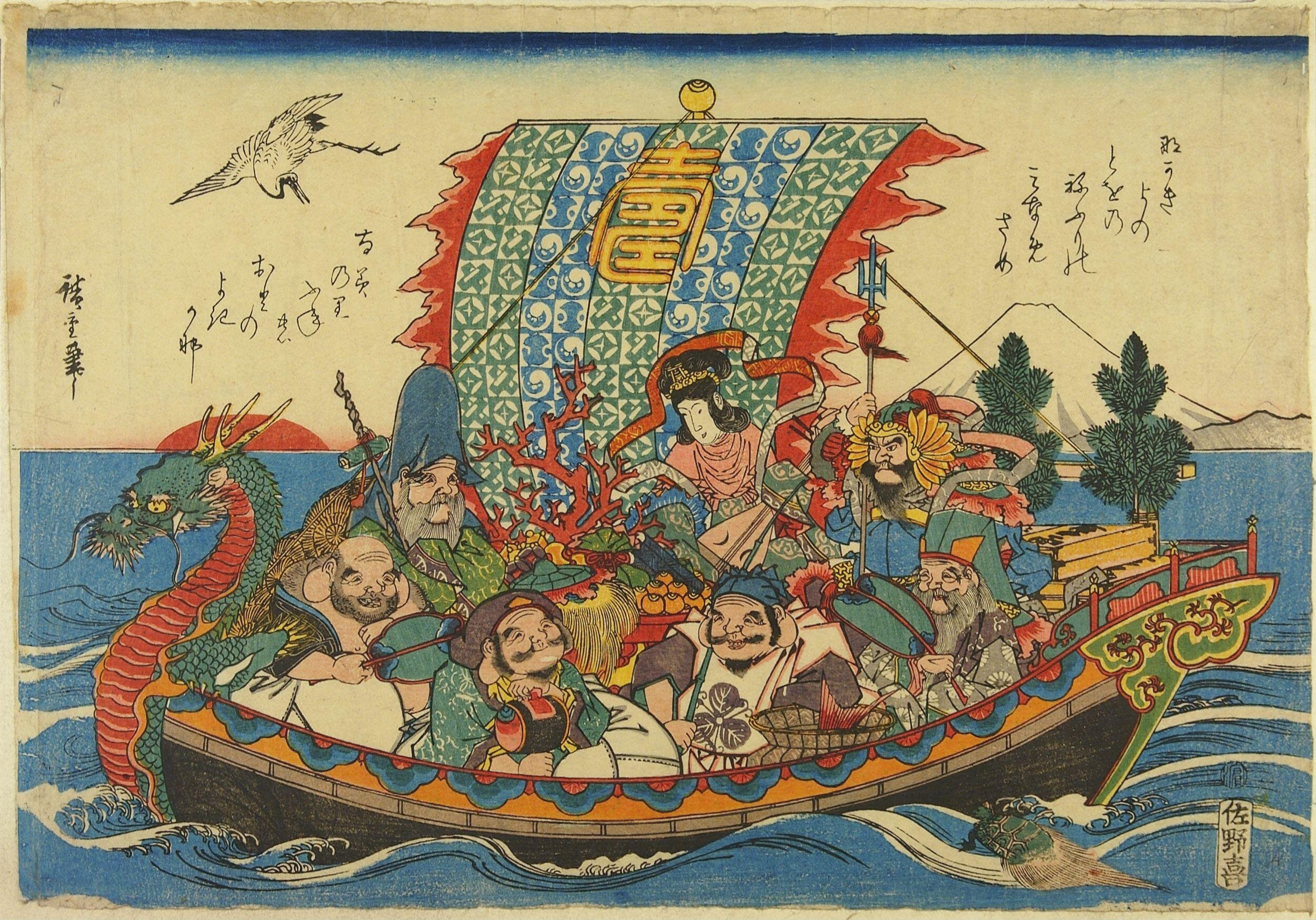
歌川廣重『寶船』

寶船（たからぶね・ほうせん）是搭載七福神和寶物的帆船，或描繪此船的圖繪。也是表現新年的季語。據說正月2日將寶船圖至於枕下入眠，會有吉夢。

## 概要
寶船因裝滿珊瑚・金銀・寶石等寶物，又搭載七福神而成為流行的緣起物。起源據說是搭載惡夢，使惡夢漂走的船，本來是消除災厄之意，在後世演變為寶船。

## 脚注
1. ↑  折口信夫. . 中公クラシックス. 中央公論新社. 2002: 22–26. ISBN 4-12-160036-3.

## 關連項目
- 初夢

## 外部連結
- 宝船 （页面存档备份，存于）